# 岡本 (世田谷区)
岡本（おかもと）は、東京都世田谷区の町名。隣接する瀬田と共に高級住宅地となっている。現行行政地名は岡本一丁目から岡本三丁目。住居表示実施済区域。砧地域に属する。

## 地理
世田谷区南西部の砧地域に属する。北部は東名高速道路を隔てて砧公園に接する。国分寺崖線に沿うため崖線の上下を結ぶ急坂が複数見られる。坂の下は岡本三丁目に源流を持つ丸子川や、その支流である谷戸川が流れ、町域の西部は仙川に接する。その他隣接する地域として世田谷区大蔵・瀬田・鎌田・玉川がある。
国分寺崖線の風光明媚な高台があることから、明治時代末期から政財界人や著名人たちが邸宅や別荘を構え、現在では高級住宅街として知られる。
東京都都市整備局が2022年に発表した地震に対する総合危険度の町丁別評価では、岡本一丁目から三丁目までいずれも、5段階評価のうち相対的に最も安全とされる「レベル1」となった。
町域内に鉄道駅はなく、東急田園都市線の用賀駅・二子玉川駅までは徒歩20～30分程度要する。二子玉川駅・成城学園前駅からは後述のバス路線を利用できる。

### 静嘉堂緑地と湧水

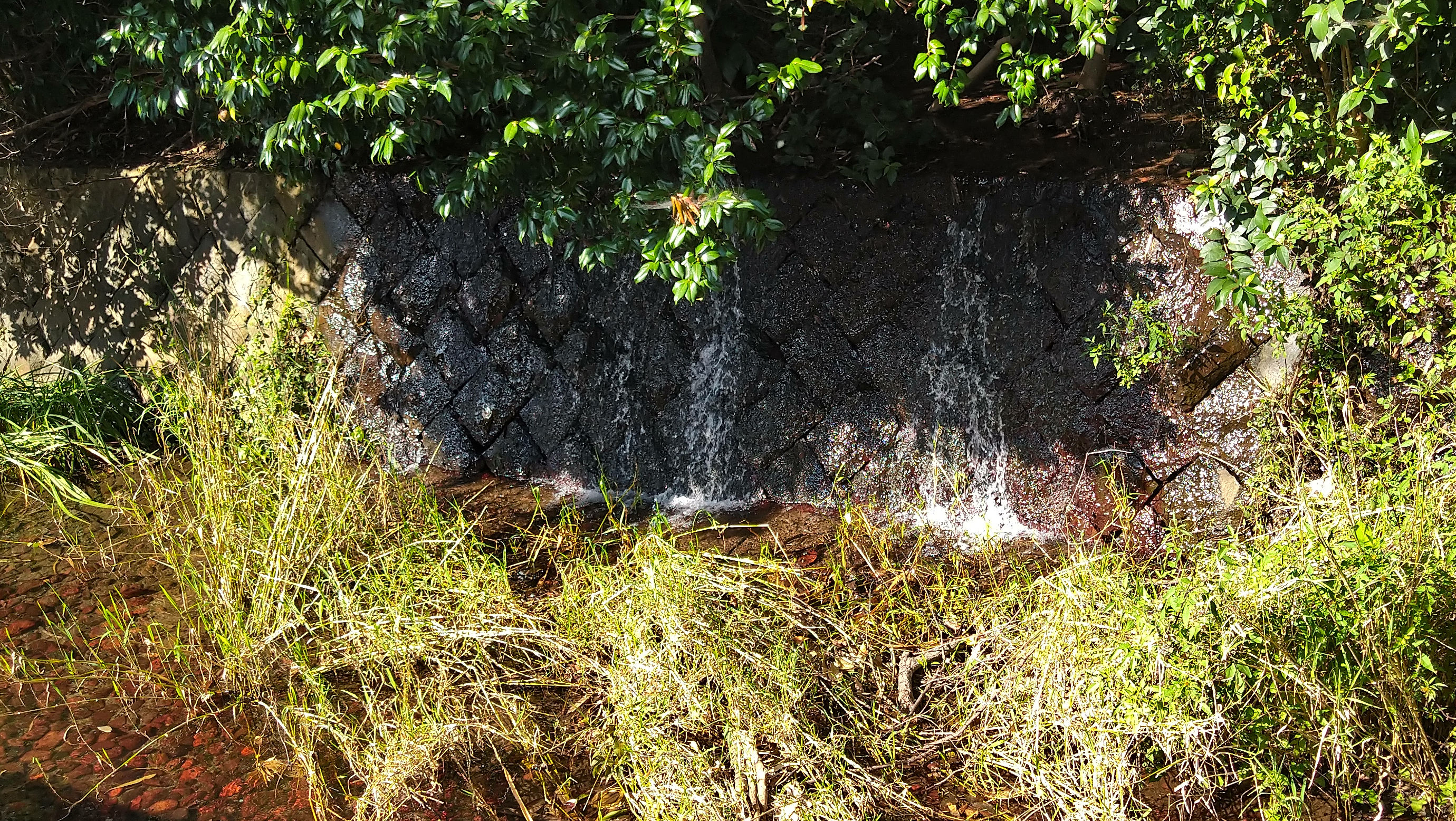
静嘉堂緑地から丸子川に流れる湧水

岡本二丁目の静嘉堂緑地は、元は三菱財閥岩崎家の庭園であったものが、戦後四十数年間ほぼ手つかずの状態のままにあったために照葉樹林が生い茂り、国分寺崖線の貴重な自然が残されている。現在は世田谷区の管理地となっている。
同緑地の湧水は東京の名湧水57選の一つに選ばれている。また、湧水は同緑地の他に岡本公園や二丁目の公園「岡本わきみず緑地」にも見られる。

### 岡本三丁目の坂

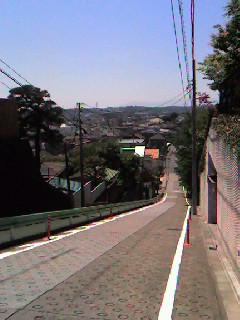
「岡本三丁目の坂」。撮影日もうっすらと富士山が望めた。2007年4月

岡本三丁目27番と28番の間に、通称「岡本三丁目の坂」と呼ばれる国分寺崖線の急坂がある。この坂は坂上から多摩川方面を臨むと、視界を遮る高い建築物が無く、晴れた日には富士山を望める。映画・テレビドラマやミュージック・ビデオの撮影が行われることもある。
近隣の岡本民家園や静嘉堂文庫と共にせたがや百景の一つである。国土交通省関東地方整備局により関東の富士見百景にも選ばれており、それらのうち東京23区内で七か所選ばれている「東京富士見坂」の一つに挙げられている。関東地方整備局による案内柱が坂上に設置されている。

### 地価
住宅地の地価は、2025年（令和7年）1月1日の公示地価によれば、岡本1-14-11の地点で53万8000円/m2となっている。

## 歴史
1597年（慶長2年）の六郷用水開削関係の文書に初出する。1889年（明治22年）に砧村の大字となる。1936年（昭和11年）より世田谷区岡本町。1968年（昭和43年）に住居表示が実施され、岡本一丁目～三丁目が成立した。
近代において国分寺崖線沿いには政財界重鎮の別邸が多く建てられたが、岡本にも岩崎小弥太、鮎川義介、高橋是清などの別邸が存在した。また東宝スタジオなど映画関連の施設が周辺に点在することもあって、映画監督や俳優も邸宅を構えた。

### 地名の由来
村内の長円寺の山号（岡本山）からとった、あるいは木曾義仲配下の岡本成勝の出身地であることに因むなどと伝えられているが、実際は地形的な命名と考えられる。

## 世帯数と人口
2025年（令和7年）1月1日現在（世田谷区発表）の世帯数と人口は以下の通りである。
| 丁目       | 世帯数    | 人口    |
| ---------- | --------- | ------- |
| 岡本一丁目 | 1,407世帯 | 3,065人 |
| 岡本二丁目 | 946世帯   | 2,224人 |
| 岡本三丁目 | 1,307世帯 | 3,141人 |
| 計         | 3,660世帯 | 8,430人 |

### 人口の変遷
国勢調査による人口の推移。
| 年                 | 人口  |
| ------------------ | ----- |
| 1995年（平成7年）  | 5,687 |
| 2000年（平成12年） | 6,374 |
| 2005年（平成17年） | 6,872 |
| 2010年（平成22年） | 7,207 |
| 2015年（平成27年） | 7,947 |
| 2020年（令和2年）  | 8,565 |

### 世帯数の変遷
国勢調査による世帯数の推移。
| 年                 | 世帯数 |
| ------------------ | ------ |
| 1995年（平成7年）  | 2,177  |
| 2000年（平成12年） | 2,553  |
| 2005年（平成17年） | 2,789  |
| 2010年（平成22年） | 2,983  |
| 2015年（平成27年） | 3,298  |
| 2020年（令和2年）  | 3,579  |

## 学区
区立小・中学校に通う場合、学区は以下の通りとなる（2024年8月現在）。
| 丁目       | 番地 | 小学校               | 中学校               |
| ---------- | ---- | -------------------- | -------------------- |
| 岡本一丁目 | 全域 | 世田谷区立砧南小学校 | 世田谷区立砧南中学校 |
| 岡本二丁目 | 全域 | 世田谷区立砧南小学校 | 世田谷区立砧南中学校 |
| 岡本三丁目 | 全域 | 世田谷区立砧南小学校 | 世田谷区立砧南中学校 |

## 交通

### バス
いずれも東急バス。
- <玉30>系統（二子玉川駅 ⇔ 玉川病院）
- <玉31>系統（二子玉川駅 ⇔ 成城学園前駅）

## 事業所
2021年（令和3年）現在の経済センサス調査による事業所数と従業員数は以下の通りである。
| 丁目       | 事業所数  | 従業員数 |
| ---------- | --------- | -------- |
| 岡本一丁目 | 49事業所  | 465人    |
| 岡本二丁目 | 27事業所  | 412人    |
| 岡本三丁目 | 46事業所  | 348人    |
| 計         | 122事業所 | 1,225人  |

### 事業者数の変遷
経済センサスによる事業所数の推移。
| 年                 | 事業者数 |
| ------------------ | -------- |
| 2016年（平成28年） | 94       |
| 2021年（令和3年）  | 122      |

### 従業員数の変遷
経済センサスによる従業員数の推移。
| 年                 | 従業員数 |
| ------------------ | -------- |
| 2016年（平成28年） | 885      |
| 2021年（令和3年）  | 1,225    |

## 施設

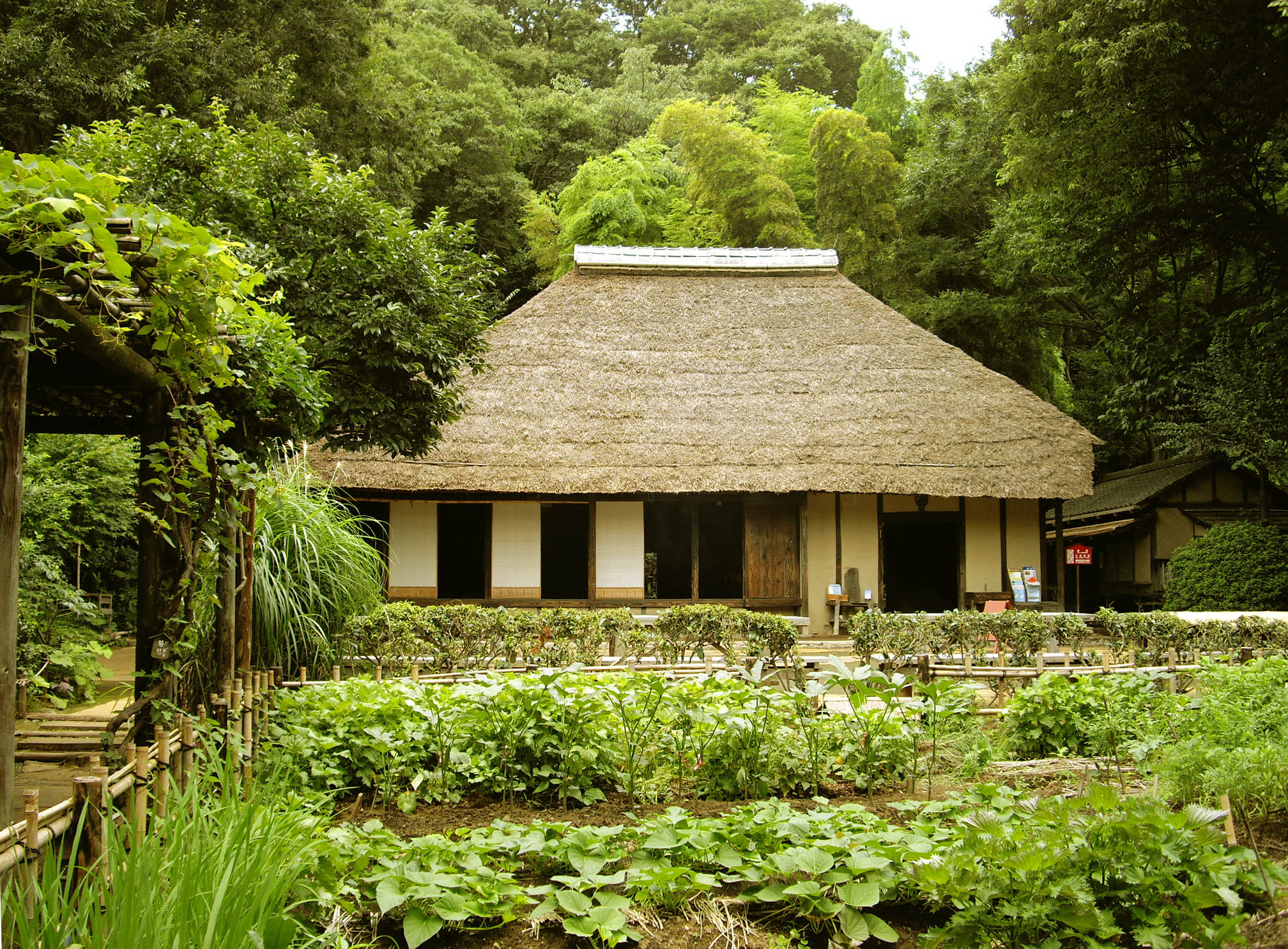
岡本公園民家園

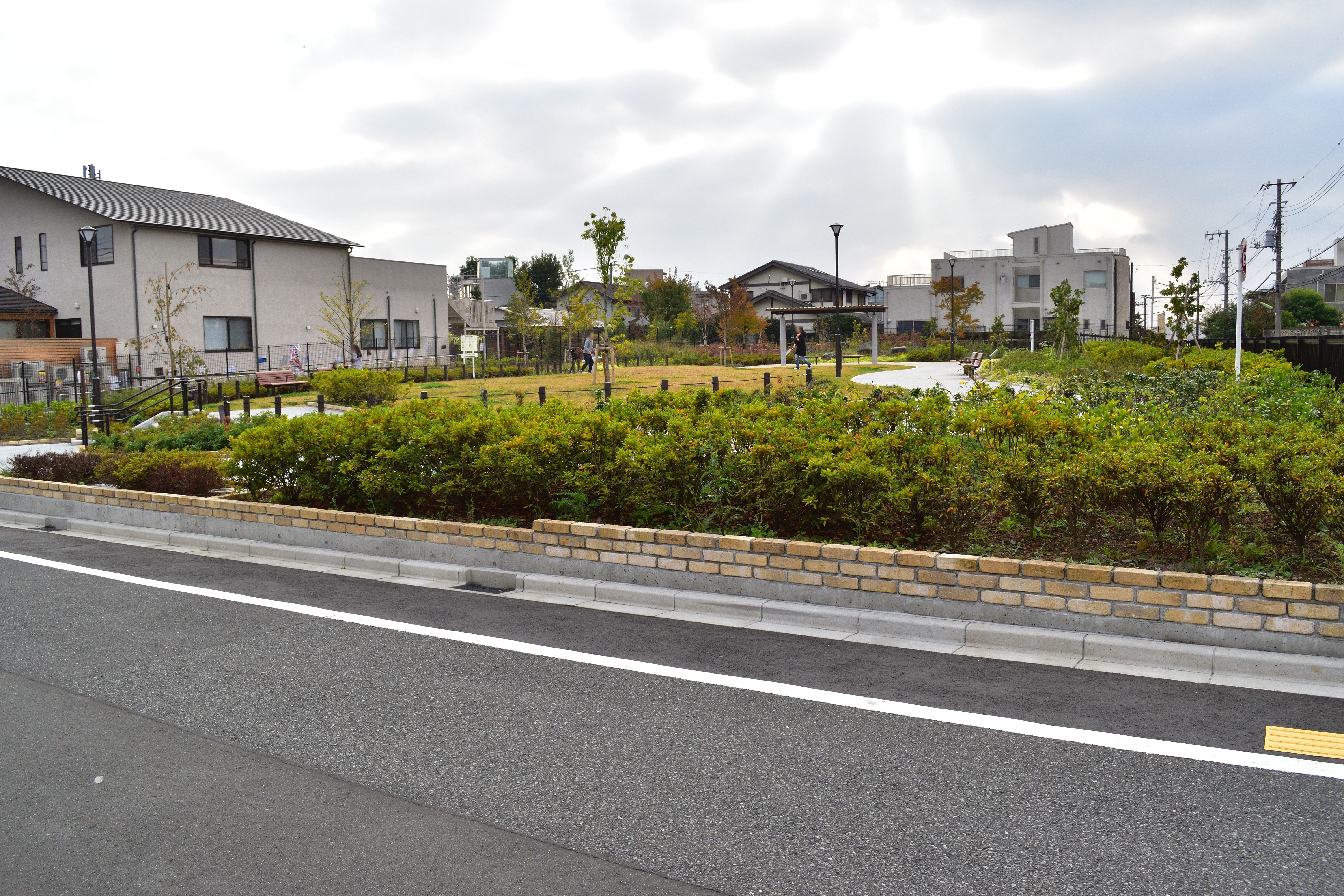
岡本の丘緑地

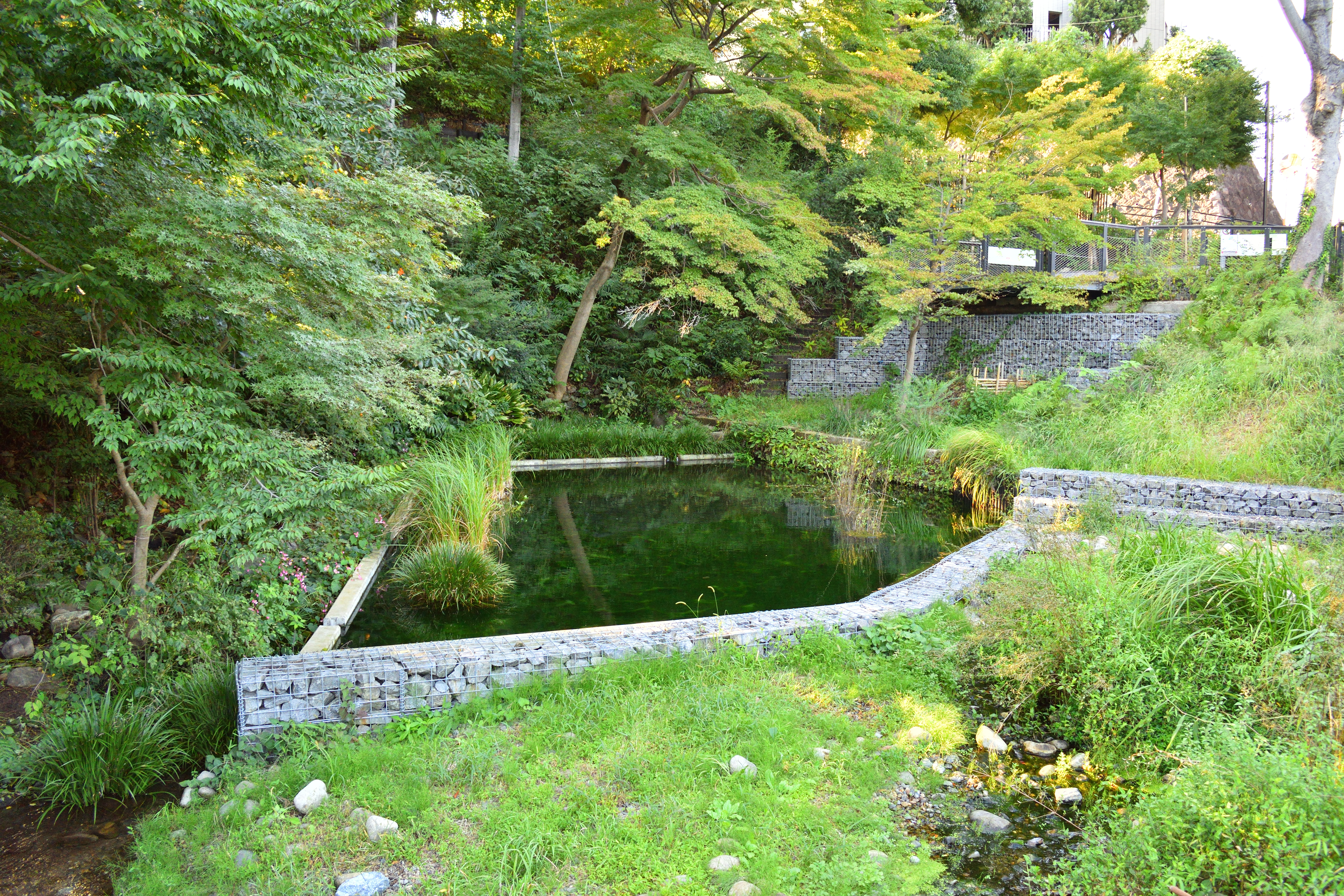
岡本わきみず緑地

### 公共
- 警視庁成城警察署岡本駐在所
- 世田谷区立岡本地区会館
- 岡本公園
  - 民家園
- 丸子川親水公園
- 岡本の丘緑地
- 岡本わきみず緑地
- アメダス世田谷観測所

### 福祉
- 世田谷区立岡本福祉作業ホーム

### 教育
- 東京都立世田谷総合高等学校
- 学校法人聖ドミニコ学園
  - 聖ドミニコ学園小学校
  - 聖ドミニコ学園中学校・高等学校
- コヤマドライビングスクール成城

### 文化
- 静嘉堂文庫
- 無名塾
- 松本記念音楽迎賓館

### 寺社・教会
- 真言宗智山派長圓寺（長円寺）
- 岡本八幡宮
- 天理教分教会本上馬
- 聖ドミニコ女子修道会東京修道院

## その他

### 日本郵便
- 郵便番号 : 157-0076[2]（集配局 : 成城郵便局[20]）。

## 関連文献
- 「岡本村」『新編武蔵風土記稿』 巻ノ127多磨郡ノ39、内務省地理局、1884年6月。NDLJP:763995/98。